# Hainstetten (Freudenberg)
Das Dorf Hainstetten ist ein Gemeindeteil von Freudenberg (Oberpfalz) und die höchstgelegene Ortschaft im Landkreis Amberg-Sulzbach. Hier trifft die Kreisstraße AS 19 auf die Staatsstraße 2399.
In der Nähe des Ortes befindet sich der Gipfel des Rotbühls mit dem Sender Amberg und dem Skilanglaufzentrum, das vom SC Monte Kaolino Hirschau betrieben wird.

## Geschichte
Die erste Besiedelung Hainstetten geht auf das 9. Jahrhundert zurück und damit auf die Zeit der Ausbreitung nach der ersten Landnahme durch die Bajuwaren zurück. Darauf deutet die Endung -stetten hin. Die Vorsilbe Hain leitet sich vermutlich vom Personennamen Huno ab.